# Израел Адесаня
Израел Моболаджи Адесаня (на английски: Israel Mobolaji Adesanya) е новозеландски професионален ММА боец от нигерийски произход. Практикува кикбокс и бокс. Към 20 септември 2019 година е Световен шампион в средна категория на шампионата UFC. Адесаня е двукратен шампион в тежка категория на шампината „Крал на ринга" (King in the Ring).

## Ранни години
Адесаня е роден на 22 юли 1989 г. в Лагос, Нигерия, в семейството на Феми и Тайво Адесаня. Баща му е счетоводител а майка му медицинска сестра. Семейството има общо пет деца. Когато е на 12 годишна възраст семейството емигрира първоначално в Гана а по-късно заминава за Нова Зеландия. Тренира Кикбокс и Таекуондо, а когато е на 18 години започва да тренира и Муай тай, вдъхновен от филма Онг-Бак: Муай тай войн.
Прави своя професионален дебют в ММА двубой през 2012 г., основно в Гала вечери в Хонконг, Австралия и Китай, като за пет години, той постига 11 победи и нито една загуба. Всиките му победи са с нокаут, което води до подписване на договор с най-популярния шампионат за ММА – UFC (Ultimate Fighting Championship).

## Кариера в Ultimate Fighting Championship
През декември 2017 г. Адесаня подписва договор с UFC, като официалният му дебют е в двубой срещу Роб Уилкинсън, на 11 февруари 2018 г. в Гала вечер UFC 221. Той печели двубоя с нокаут във втория рунд. Двубоя е определен като „Бой на вечерта“, което носи допълнителен финансов бонус на участниците.
Двубой №2 на Адесаня в UFC е на 14 април 2018 г. срещу Марвин Веттори. Той печели битката чрез съдийско решение.
Адесаня печели двубой №3 срещу Брад Таварес на 6 юли 2018 г. Адесаня печели с единодушно съдийско решение.
Адесаня се изправи срещу Дерек Брънсън на 3 ноември 2018 г. в Гала вечер UFC 230. Той печели двубоя с технически нокаут в първия рунд. Тази победа е определена за „Бой на вечерта“.
Следва запомнящ се двубой срещу бившият световен шампион и легенда на UFC Андерсон Силва, който се състои на 10 февруари 2019 г., като част от Гала вечер UFC 234. Той печели с единодушно съдийско решение. Тази победа е опеределена за „Бой на вечерта“.
Адесаня постига знаменатаелна победа срещу Келвин Гастелум за Световната титла в средна категория на UFC, на 13 април 2019 г., по време на Гала вечер UFC 236. Той печели с единодушно решение. Тази победа е определена за „Бой на вечерта“, носейки награда от щ.д..